# Tomasz Szapiro

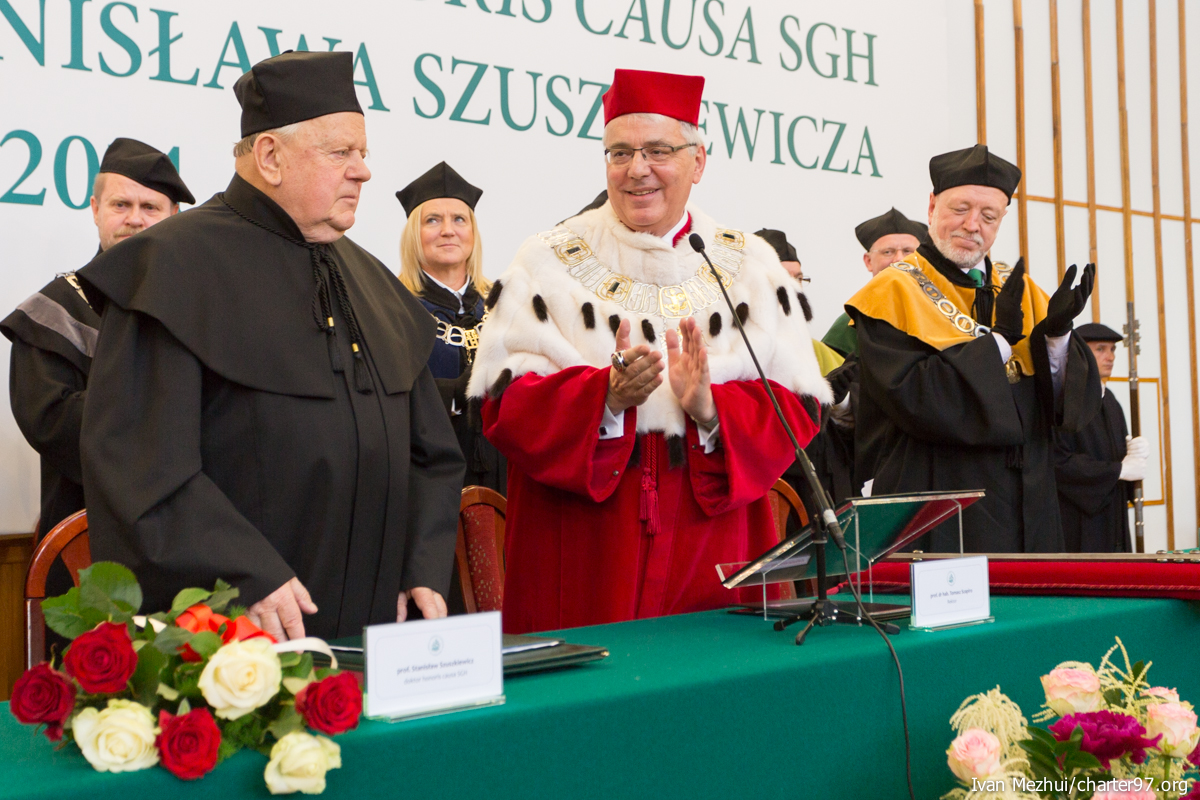
Tomasz Szapiro (w środku) podczas uroczystości nadania tytułu doktora honoris causa SGH Stanisłauowi Szuszkiewiczowi (5 czerwca 2014)

Tomasz Jerzy Szapiro (ur. 1950 w Warszawie) – polski ekonomista, profesor nauk ekonomicznych, profesor Szkoły Głównej Handlowej w Warszawie, rektor tej uczelni w kadencji 2012–2016, członek Prezydium Rady Głównej Nauki i Szkolnictwa Wyższego (2017–2021).

## Życiorys
Ukończył w 1973 fizykę na Uniwersytecie Warszawskim. W 1981 obronił doktorat z matematyki w Polskiej Akademii Nauk. Habilitował się w 1992 w Szkole Głównej Planowania i Statystyki w zakresie ekonomii na podstawie rozprawy zatytułowanej Podejście interaktywne we wspomaganiu podejmowania decyzji. W 2003 otrzymał tytuł profesora nauk ekonomicznych.
Zawodowo związany z SGPiS (przemianowaną następnie na SGH), gdzie pracuje w Instytucie Ekonometrii. W latach 1995–2012 był kierownikiem Zakładu Analizy i Wspomagania Decyzji. W latach 1993–1996 pełnił funkcję dziekana Studium Dyplomowego SGH. 9 maja 2012 został wybrany na rektora SGH na kadencję 2012–2016 (od 1 września).
Współpracował jako wykładowca także z zagranicznymi uczelniami (m.in. Université catholique de Louvain w Belgii, University of Strathclyde w Wielkiej Brytanii, University of Minnesota w USA oraz Ottawa University i Dalhousie University w Kanadzie. Od 1997 związany również z Instytutem Problemów Współczesnej Cywilizacji, od 2020 jako członek Rady IPWC.
W pracy naukowej zajmuje się metodami analizy decyzji w ekonomii i zarządzaniu. Jest autorem lub współautorem kilku książek, współredaktorem naukowym rocznika Annals of Operations Research. Wypromował kilkunastu doktorów.
Zasiadał w radzie programowej różnych edycji Festiwalu Nauki w Warszawie. Był członkiem rady nadzorczej WGI. Współpracował z innymi przedsiębiorstwami sektora prywatnego (Aviva, Commerzbank, Ernst & Young, ING Bank Śląski)
W 2000 objął funkcję przewodniczącego kapituły stypendiów Fundacji Tygodnika „Polityka”. Został też członkiem Collegium Invisibile, członkiem rad naukowych Kolegium Analiz Ekonomicznych w SGH, Instytutu Studiów Społecznych na Uniwersytecie Warszawskim, Instytutu Badań Systemowych w Polskiej Akademii Nauk oraz Ośrodka Przetwarzania Informacji – Państwowego Instytutu Badawczego w kadencji 2020–2024.
W kadencji 2017–2021 był członkiem prezydium Rady Głównej Nauki i Szkolnictwa Wyższego, przewodniczył działającej w jej ramach Komisji ds. Kształcenia. Został także członkiem prezydium Konferencji Rektorów Akademickich Szkół Polskich i przewodniczącym Komisji ds. Akredytacji i Rankingów KRASP. Objął funkcję przewodniczącego powołanego przy Narodowej Agencji Wymiany Akademickiej Komitetu Naukowego ds. Międzynarodowej Promocji Nauki Polskiej.
W 2019 powołany na trzyletnią kadencję do Rady Narodowego Centrum Nauki. W 2019 był przewodniczącym komisji wyborczej odpowiedzialnej za przygotowanie i przeprowadzenie pierwszych wyborów konstytuujących Radę Doskonałości Naukowej, utworzoną w miejsce Centralną Komisję ds. Stopni i Tytułów w zakresie nadzoru nad indywidualnymi postępowaniami awansowymi.

## Odznaczenia i wyróżnienia
W 2006 otrzymał Srebrny Krzyż Zasługi. W 2012 odznaczony Krzyżem Kawalerskim Orderu Odrodzenia Polski. W 2017, za wybitne zasługi w pracy naukowo-badawczej, za szczególne osiągnięcia w promowaniu polskiej myśli naukowej na świecie, uhonorowany Krzyżem Oficerskim Orderu Odrodzenia Polski.
Nagradzany również m.in. przez Fundację na rzecz Nauki Polskiej.

## Życie prywatne
Syn neurochirurga Jerzego Szapiry (1920–2011) i gastrolog Marii z domu Książkiewicz (1924–2012).